# Johan Friedrich Prehn
Johan Friedrich Prehn (13. januar 1771 i Tønder – 16. januar 1833) var en dansk regeringsråd. 

## Biografi
Han var søn af rådmand og stadssekretær i Tønder Thomas Prehn og Anna Barbara født Røeder, blev juridisk kandidat (i slesvigsk ret) 1792, tjente derefter et par år som sekretær hos landfoged Boye i Meldorf, men rejste så til København, hvor han i nogen tid gjorde tjeneste som volontør i Tyske Kancelli og General-Toldkammeret. 1795 udnævntes han til fuldmægtig i Rentekammerets 1. holstenske kontor, konstitueredes 1796 som renteskriver sammesteds og blev 1797 endelig udnævnt; da dette kontor ophævedes 1799, blev han renteskriver i det nyoprettede slesvig-holstenske skov- og landvæsenskontor. 1804 blev han amtsforvalter i Husum, Svavsted og Rødemis, men vendte allerede året efter tilbage til Rentekammeret som chef for dettes tyske kammerkancelli og udnævntes samtidig til kammerråd. 1810 blev han kommitteret i Rentekammeret, 1812 justitsråd, 1814 etatsråd, 1815 deputeret i Tyske Kancelli, 1817 2. regeringsråd i Lauenborg og 2. bisidder i den derværende Hofret, 1821 1. regeringsråd og 1. bisidder samt assessor i det lauenborgske konsistorium og 1828 konferensråd. Prehn roses i alle sine stillinger som en særdeles flittig, dygtig og pålidelig embedsmand. I sine sidste leveår var han noget svagelig, og i august 1832 indgav han af helbredshensyn begæring om afsked, men inden sagen blev endelig ordnet, døde han, 16. januar 1833.

## Ægteskaber og børn
Prehn var to gange gift: 1. gang 4. maj 1802 med Henrica Ludovica Prætorius (1781 - 19. juni 1820), datter af den bekendte handelsmand Jeppe Prætorius, 2. gang med Caroline Thormoehlen (død 13. marts 1843, 53 år gammel). Han var far til Friedrich Christian og Jeppe Prehn.